# تریکوستاتین A
تریکوستاتین A (انگلیسی: Trichostatin A) یا «TSA» یک مادهٔ شیمیایی ارگانیک است که به‌عنوان آنتی‌بیوتیک ضدقارچ از آن استفاده می‌شود و به‌طور انتخابی، آنزیم‌های خانوادهٔ «هیستون دِ استیلاز» کلاس ۱ و ۲ را در پستانداران مهار می‌کند؛ اما تأثیری بر کلاس ۳ این آنزیم‌ها ندارد.
تریکوستاتین A، چرخه یاخته‌ای یوکاریوت‌ها را در مراحل آغازین رشد متوقف می‌کند و می‌توان از آن در تغییر بیان ژنی استفاده نمود که این کار، از طریقِ تداخلِ در برداشتِ گروه استیل از هیستون‌ها و جلوگیری از دسترسیِ فاکتورهای رونویسی به دی‌ان‌ای موجود در کروماتین سلولی صورت می‌پذیرد.
این مولکول می‌تواند به‌طور بالقوه به‌عنوان یک داروی ضد سرطان بکار رود. یک مکانیسم احتمالی، آن است که تریکوستاتین A بیانِ ژنهای مربوط به آپوپتوز را تشدید می‌کند و به این ترتیب، عمر سلول‌های سرطانی کوتاه و پیشرفت آن کند می‌شود.
تریکوستاتین A، تا تاریخ ۲۷ مه ۲۰۱۳ میلادی، در کارآزمایی‌های بالینی مورد بررسی قرار نگرفته‌است.